# Jean Peyret
Jean Peyret est un homme politique français né le 7 octobre 1868 à Longes (Rhône) et décédé le 11 août 1921 à Lyon (Rhône).
Distillateur liquoriste, il est conseiller municipal de Longes et conseiller général du canton de Condrieu. Il est député du Rhône de 1914 à 1919, inscrit au groupe radical.

## Source
- « Jean Peyret », dans le Dictionnaire des parlementaires français (1889-1940), sous la direction de Jean Jolly, PUF, 1960 [détail de l’édition]